# Corchorus velutinus
Corchorus velutinus är en malvaväxtart som beskrevs av Hiram Wild. Corchorus velutinus ingår i släktet Corchorus och familjen malvaväxter. Inga underarter finns listade i Catalogue of Life.